# Samadhi
Samadhi (Sanskrit, समाधि, samādhi „Versenkung, Sammlung“, wörtlich „fixieren, festmachen, Aufmerksamkeit auf etwas richten“) ist ein Begriff des Hinduismus, Buddhismus, Zen, Jainismus, Sikhismus und anderer indischer Lehren. Samadhi bezeichnet einen Bewusstseinszustand, der über Wachen, Träumen und Tiefschlaf hinausgehen und in dem das diskursive Denken aufhören soll. Es wird als ein völliges Aufgehen in dem Objekt beschrieben, über das meditiert wurde. In der Bhagavad Gita wird er zu Beginn des zweiten Kapitels genannt. Samadhi ist das 8. Glied (anga) des Raja Yoga (bzw. Ashtanga Yoga oder Kriya Yoga) nach Patañjali.

## Stufen des Samadhi im Hinduismus

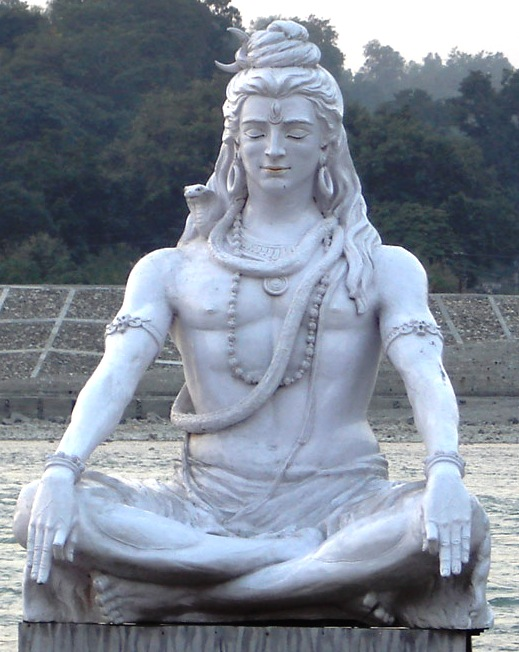
Hindu-Gott Shiva im Zustand des Samadhi

Es werden zwei Arten von Samadhi unterschieden: der bewusste Samadhi-Zustand wird Samprajnata genannt, der überbewusste Asamprajnata. Beim bewussten Samadhi, auch als Savikalpa Samadhi bezeichnet, bleibt die Dualität zwischen betrachtendem Geist und dem höheren Selbst (Brahman, Purusha) bestehen. Bei dieser Art des Samadhi nimmt der geistige Prozess, und hier vor allem die Schwingungen des mentalen Bewusstseins (citta-vritti), die Form des Brahman an. So soll die mentale Schwingung im Brahman zur Ruhe kommen, sich doch ihrer selbst immer bewusst bleiben. Beim überbewussten Samadhi, auch als Nirvikalpa Samadhi bezeichnet, soll sich das geistige Bewusstsein derart mit dem höchsten Selbst (paramatma) vereinen, dass sich die Unterscheidung zwischen Erkennendem, Erkenntnis und Erkanntem verflüchtigt, wie Wellen im Wasser verschwinden oder sich wie Schaum im Meer auflöst. Dieser Samadhi unterscheidet sich vom ersten dadurch, dass das Bewusstsein nicht mehr in das normale mentale Ich-Bewusstsein zurückkehrt. Die Einheit des Bewusstseins mit dem inneren Erleuchtungsbewusstsein des Paramatma-Purusha bleibt bestehen. Deshalb gilt erst dieser Samadhi als wahre Erleuchtung.
Der spirituelle Lehrer Paramahansa Yogananda dagegen unterscheidet in seiner Bhagavad-Gita-Interpretation drei Stufen von Samadhi: Die erste Stufe, Jada Samadhi, sei ein unbewusstes kataleptisches Stadium, spirituell nutzlos, weil es nur zeitweise das Bewusstsein und die Aktivität des Ego aufhebe. Jada Samadhi, oder unbewusste Trance, wird durch Methoden der physischen Kontrolle, indem man den Verstand leer hält oder durch das Drücken auf bestimmte Drüsen, erzeugt. Dadurch werde jedoch weder Weisheit erlangt noch Karma vernichtet. Im Zustand des Savikalpa Samadhi jedoch seien Aufmerksamkeit und Lebenskraft von den Sinnen völlig abgezogen und identifizierten sich bewusst mit dem immer frohen Geist. In diesem Zustand ist die Seele vom Ich-Bewusstsein befreit und wird sich des Geistes bewusst, in dem alles Geschaffene aufgeht. Der Körper ist in einem trancegleichen Zustand, das Bewusstsein jedoch voll aufnahmefähig für die glückselige Erfahrung im Inneren. Schließlich, im fortgeschrittensten Zustand, Nirvikalpa Samadhi, erkenne sich die Seele mit dem Geist als eins. Das Ich-Bewusstsein, das Seelenbewusstsein sowie der „Geistozean“ werden alle als zusammen existierend erkannt. In Nirvikalpa sei sich die Seele gleichzeitig des Geistes im Inneren und der äußeren Welt bewusst. Der göttliche Mensch in diesem Zustand soll seinen materiellen Aufgaben und Tätigkeiten nachgehen können, ohne seine Einheit mit Gott zu verlieren.
Der Raja Yoga beschreibt einen Stufenpfad zur Erleuchtung, der seinen ersten Höhepunkt im Ishvara-Samadhi hat. Dieser Samadhi gilt als spiritueller Bewusstseinszustand im bis dahin durch Meditation vorbereiteten Körper. Der so gereinigte Körper stehe nun unter der Kontrolle des Geistes und erfahre im Samadhi eine tiefe Ruhe und Entspannung. Auf den Ishvara-Samadhi, die Stufe 8 des Raja Yoga, folgen der Savikalpa-Samadhi und der Nirvikalpa Samadhi, die wahre Erleuchtung und Vereinigung mit dem höchsten Atman, dem Paramatma-Purusha und dem Verlöschen des Ich-Gefühls. Erfahrungen des inneren Lichtes habe der Schüler schon auf den mittleren Stufen des Raja-Yoga, erst höhere Samadhistufen seien mit Erfahrungen des kosmischen Bewusstseins verbunden. Weitere Samadhi-Stufen zum Meister werden in den Yogasystemen nicht offen beschrieben.

## Samadhi im Yogasutra des Patañjali
Patañjali hat das Yoga-Wissen seiner Zeit in konzentrierten Versen zwischen 200 vor und 400 nach Christus zusammengefasst. Dabei wird Samadhi der erste und höchste Schritt (prathamah samadhi padah) des aus 8 Gliedern (anga) bestehenden Yoga (ashtanga yoga) genannt. Im Yogasutra 1,7–23 und 3,3 finden sich Aussagen zu dem Begriff Samadhi.

„Wenn (das Zur-Ruhe-Kommen [vritti-nirodha]) mit Hilfe von logischem Denken, prüfender Überlegung, Seligkeit oder Ichbewußtsein erlangt wird, führt es zu (verschiedenen Arten) der Versenkung (samadhi), die mit Erkenntnis verbunden ist (samprajnata).“

Eine andere Aussage lautet:

„Die anderen (verkörperten) Wesen erreichen eine Art von Versenkung (samadhi) durch Glauben, Mut, Erinnerung, Sammlung und Weisheit.“

Und weiterhin heißt es:

„Aufgrund einer schwachen, mittleren oder höchsten Intensität ergeben sich Unterschiede (in der Versenkung).“

## Samadhi im Buddhismus

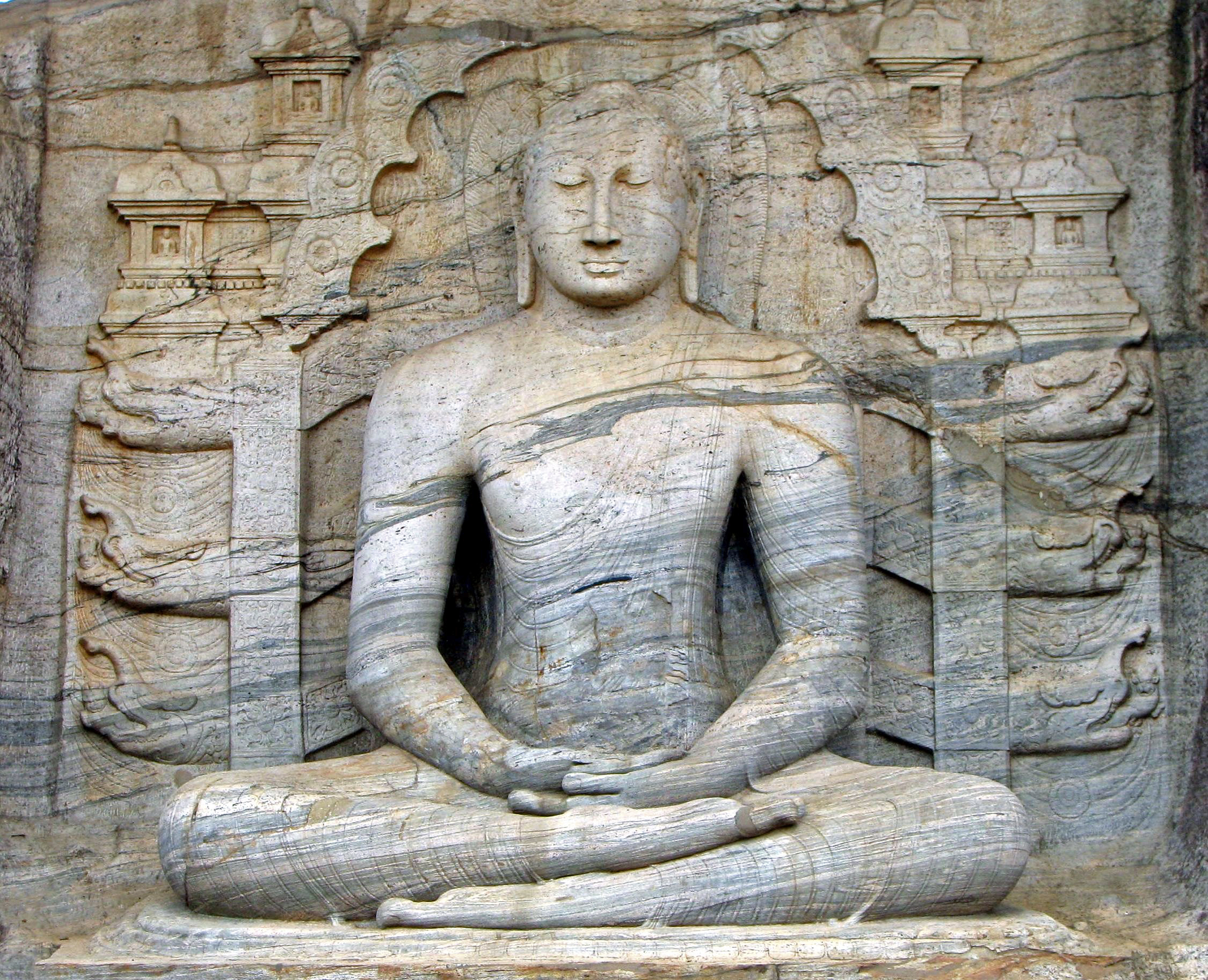
Buddha im Zustand des Samadhi

Der auch als „Einspitzigkeit des Geistes“, „Sammlung“, „Konzentration“ oder „Einigung des Herzgeistes“ bezeichnete Samādhi bildet zusammen mit Weisheit (prajna) und Tugend (sila) den achtfachen Pfad im Buddhismus. Der Bereich „Konzentration“ setzt sich aus rechter Achtsamkeit (samma sati) und rechter Sammlung (sammā samādhi) zusammen. Die rechte Sammlung orientiert sich an den ersten vier Versenkungsstufen (jhana) und kann weiter eingeteilt werden in angrenzende Sammlung (upacāra), das heißt ohne eine der Versenkungsstufen und in volle Sammlung (appanā), mit einer der Versenkungsstufen. Bei der rechten Sammlung lässt die Unruhe nach, der Herzgeist ist geeint und beruhigt sich, die Hemmnisse (nivarana) sind abwesend. In traditionell buddhistischen Meditationstechniken richtet man zum Beispiel die Achtsamkeit auf ein Meditationsobjekt wie den Atem, um den Geist zu sammeln und die Versenkungen mit Körper und Geist zu erreichen.

„15. Nachdem er diese fünf Hindernisse überwunden hat, die Unvollkommenheiten des Herzens, die die Weisheit schwächen, tritt er ganz abgeschieden von Sinnesvergnügen, abgeschieden von unheilsamen Geisteszuständen, in die erste Vertiefung ein, die von anfänglicher und anhaltender Hinwendung des Geistes begleitet ist, und verweilt darin, mit Verzückung und Glückseligkeit, die aus der Abgeschiedenheit entstanden sind. [...]“

„16. Wiederum, ihr Bhikkhus, tritt ein Bhikkhu mit der Stillung der anfänglichen und anhaltenden Hinwendung des Geistes (zum Meditationsobjekt) in die zweite Vertiefung ein, die innere Beruhigung und Einheit des Herzens ohne anfängliche und anhaltende Hinwendung des Geistes enthält, und verweilt darin, mit Verzückung und Glückseligkeit, die aus der Konzentration entstanden sind. [...]“

„17. Wiederum, ihr Bhikkhus, tritt ein Bhikkhu mit dem Verblassen der Verzückung, in Gleichmut verweilend, achtsam und wissensklar, voll körperlich erlebter Glückseligkeit, in die dritte Vertiefung ein, von der die Edlen sagen: ‚Glückselig verweilt derjenige, der voll Gleichmut und Achtsamkeit ist‘, und verweilt darin. [...]“

„18. Wiederum, ihr Bhikkhus, tritt ein Bhikkhu mit dem Überwinden von Glück und Schmerz und dem schon früheren Verschwinden von Freude und Trauer, in die vierte Vertiefung ein, die aufgrund von Gleichmut Weder-Schmerzhaftes-noch-Angenehmes und Reinheit der Achtsamkeit in sich hat, und verweilt darin. Er sitzt da und durchdringt diesen Körper mit einem reinen, klaren Herzen, so daß es kein Körperteil gibt, das nicht vom reinen, klaren Herzen durchdrungen ist. [...]“

## Sonstiges
Mahasamadhi (großer Samadhi) ist das Hindi-Wort für das bewusste Verlassen des physischen Körpers eines Yogi bei seinem Tod. Der Begriff Samadhi bezeichnet auch die Grabstätte eines Yogis.
Als „Samadhi“ bezeichnete man auch die Praxis des Lebendigbegrabenlassens als Zeichen der Loyalität zu einem Guru o. ä. Auf Veranlassung der britischen Gesandten, die dies nicht mit ihren puritanischen Moralvorstellungen vereinbaren konnten, erließen die Herrscher einzelner Fürstenstaaten ab Ende der 1840er Jahre Gesetze, die die Bestrafung Beteiligter vorsahen. Tatsächlich umgesetzt wurden diese erst nach 1860, als auch die jeweiligen Feudalherren (jagir) mit bestraft wurden, in deren Dörfer solches geschah.